# Ankara Güneşspor
Ankara Güneşspor ist ein türkischer Fußballverein aus der Hauptstadt Ankara und wurde hier 1951 gegründet. Ihre Heimspiele bestreitet die Mannschaft auf einem Trainingsplatz auf dem Gelände des Ankara Stadion des 19. Mai. Der Verein war Gründungsmitglied der TFF 1. Lig und spielte in dieser neun Spielzeiten lang. Nach dem Abstieg 1974 aus der TFF 2. Lig in die Amateurliga ist der Verein in Vergessenheit geraten.

## Geschichte

### Gründung und die ersten Jahre
Der Verein wurde 1951 in der türkischen Hauptstadt Ankara gegründet und nahm hier wenig später an der Fußballliga Ankara teil.

### Gründungsmitglied der 2. Lig und die erfolgreichsten Jahre
Seit 1963 nahm Güneşspor als Gründungsmitglied an der neu geschaffenen, zweithöchsten und landesweit ausgetragenen türkischen Profiliga, der heutigen TFF 1. Lig, teil. Durch die Bemühungen des Vereinspräsidenten Avni Bulduk etablierte sich der Verein hier als ständiges Mitglied der Liga. In der Zweitligasaison 1965/66 erreichte der Verein die Finalrunde der Liga und damit die Möglichkeit in die 1. Lig aufzusteigen. Die Finalrunde beendete man als Vorletzter und verpasste den Aufstieg. Die nachfolgenden Jahre spielte der Verein nahezu immer gegen den Abstieg und belegte durchweg Plätze im unteren Tabellendrittel. In der Saison 1971/72 verpasste man schließlich den Klassenerhalt und stieg in die dritthöchste Spielklasse, in die 3. Lig, ab.
In die 3. Lig abgestiegen kämpfte der Verein erneut gegen den Abstieg. Nachdem in der ersten Drittligasaison noch der Klassenerhalt glückte, verpasste man ihn in der Saison 1973/74. Seither spielte der Verein in den regionalen Amateurligen der Provinz Ankara.

### Neuzeit
Der Verein begann die Saison 2012/13 in der Ankara Amatör Ligi, in der achten türkischen Spielklasse. Hier wurde man zum Saisonende regulärer Tabellendritter. Der türkische Fußballverband entzog zum Saisonende dem Verein die Lizenz, wodurch der Verein als Tabellenletzter zwangsabsteigen musste.

## Ligazugehörigkeit
- 2. Liga: 1963–1972
- 3. Liga: 1972–1974
- Amateurliga: 1959–1963, Seit 1974

## Bekannte ehemalige Spieler
- Abidin Aydoğdu
- Levent Engineri
- Cahit Eruz
- Feridun Köse
- Vahap Özbayer
- Arif Peçenek
- Erman Toroğlu
- Aykut Ünyazıcı
- Tevfik Ünyazıcı
- Enver Ürekli

## Trivia
- Der Verein ist Hauptakteur eines der kuriosesten Fußballtransfers in der türkischen Fußballgeschichte. So wurde über den Wechsel des Torhüters Arif Peçenek in mehreren Massenblättern berichtet, wodurch der Wechsel, Peçenek und damit auch Güneşspor landesweit Beachtung fanden. Grund für diese beachtliche Aufmerksamkeit eines Wechsels in den unteren türkischen Fußballligen war die absurde Abwicklung des Transfers. Als Gegenleistung für die Ablöse von Peçenek zahlte Şekerspor Güneşspor kein Geld, sondern tauschte sie gegen ein Holstein-Rind aus.[2][3] Diesen kuriosen Handel nahm Peçenek selbst mit Humor und meinte: „Zum Saisonende wird sich herausstellen wer ergiebiger sein wird“. Bei seinem neuen Verein eroberte er sich auf Anhieb den Posten des Stammtorwartes und spielte hier zwei Spielzeiten in der 2. Lig. Peçenek widersprach Jahre später dieser Transfergeschichte und bezeichnete die Geschichte als typische Zeitungsente.[4]

- Im Rahmen der Manipulationsskandals im türkischen Fußball in den Jahren 2011 und 2012 kam der Verein in die Schlagzeilen. Demnach meldeten sich ehemalige Spieler, die für den Verein in den 1960 und 1970er Jahren aktiv waren, zu Wort und berichteten, das die damalige Haupteinnahmequelle des Vereins entweder das Verkaufen von Spielern war oder Spielmanipulation. Dabei wurde besonders auf die Involvierung des damaligen Spielers und heutigen Sportmoderators Erman Toroğlu verwiesen.[5] Dieser gehörte zu den stärksten Kritikern des Manipulationsskandals.